# Stazione di Surrey Quays
La stazione di Surrey Quays è una stazione ferroviaria ubicata nel quartiere di Rotherhithe nel borgo londinese di Southwark, posta lungo la ferrovia East London. Dalla stazione si dipana una diramazione che congiunge la ferrovia alla ferrovia South London e un'altra che congiunge alla Southeastern Main Line.

## Storia
La stazione fu costruita dalla East London Railway e aprì il 7 dicembre 1869 con il nome di Deptford Road. Il 17 luglio 1911 fu rinominata Surrey Docks con riferimento ai vicini Surrey Commercial Docks (chiusi negli anni sessanta). Fu ribattezzata infine Surrey Quays il 24 ottobre del 1989 in seguito alla costruzione del vicino centro commerciale Surrey Quays Shopping Centre. Questo suscitò l'opposizione della comunità locale, che la percepiva negativamente come un tentativo di cancellare la storia del quartiere. Nel 2008 un consigliere comunale per il distretto di Surrey Docks lanciò una campagna per chiedere di ripristinare il vecchio nome della stazione in occasione del passaggio dalla rete della metropolitana alla London Overground, ma la Transport for London respinse la richiesta di una consultazione pubblica, adducendo motivazioni economiche.
Negli anni sessanta, durante la progettazione di quella che sarebbe poi diventata la linea Jubilee, Surrey Docks avrebbe dovuto far parte della fase 3 del progetto, che avrebbe raggiunto la stazione per mezzo di nuovi tunnel dalla City che, passando sotto il Tamigi, sarebbero sbucati in superficie immediatamente a nord di Surrey Docks. La East London Line avrebbe avuto qui il suo capolinea meridionale, mentre a sud della stazione la linea sarebbe stata presa in carico dalla Jubilee fino a New Cross e New Cross Gate. Le fasi 2 e 3 della linea Jubilee non vennero completate per mancanza di fondi, e il successivo sviluppo della zona di Canary Wharf comportò il cambio del tracciato, con la costruzione della stazione di Canada Water come punto di interscambio tra le due linee.
L'edificio di superficie originale fu demolito e ricostruito fra il 1979 e il 1982.
La stazione rimase chiusa tra il 25 marzo 1995 e il 25 marzo 1998 durante i lavori di ristrutturazione del Thames Tunnel sulla East London Line.
La East London Line, compresa la stazione di Surrey Quays, chiuse, come linea della metropolitana, il 22 dicembre 2007, in previsione del passaggio alla London Overground. Riaprì con il nuovo operatore il 27 aprile 2010 con un servizio limitato, e in seguito il 23 maggio 2010 per il servizio fino a Crystal Palace. Il 9 dicembre 2012 è stata inaugurata la fase 2, con l'apertura del collegamento tra la East London Line e la South London Line (tramite un tratto di binario a sud di Surrey Quays dismesso dal 1913) fino a Clapham Junction, e l'unione delle due linee in un unico servizio (ora la Linea Windrush della London Overground).

## Movimento
La stazione è servita dalla linea Windrush della London Overground, erogata da Arriva Rail London per conto di Transport for London.

## Sviluppi futuri
Nel febbraio 2023 la TfL ha confermato l'assegnazione dei lavori di ampliamento della stazione, con la costruzione di un secondo ingresso nord e un nuovo e più ampio atrio biglietteria, di un nuovo sovrappassaggio pedonale tra le due banchine e due ascensori che renderanno la stazione accessibile alle persone con mobilità ridotta. Durante lo svolgimento delle operazioni, una parte della banchina numero 2 rimarrà chiusa e i treni adotteranno l'apertura selettiva delle porte. La data prevista per il completamento dei lavori è il 2026.